# Bias di campionamento
In statistica, il bias di campionamento si verifica quando un campione viene raccolto in modo tale che alcuni membri della popolazione prevista abbiano una probabilità di campionamento inferiore o superiore rispetto ad altri. Si ottiene così un campione distorto di una popolazione in cui tutti gli individui, non sono stati selezionati equamente. Se non si tiene conto di questo importante bias, i risultati possono essere erroneamente attribuiti al fenomeno in esame anziché al metodo di campionamento.

## Distinzione dal bias di selezione
Il bias di campionamento è solitamente classificato come un sottotipo del bias di selezione, e a volte definito in modo specifico bias di selezione del campione, ma alcuni lo classificano come un tipo separato di bias. Una distinzione, sebbene non universalmente accettata, del bias di campionamento è che, se presente, inficia la validità esterna di un test (la capacità dei suoi risultati di essere generalizzati all'intera popolazione), mentre il bias di selezione riguarda principalmente la validità interna per differenze o somiglianze riscontrate nel campione in esame. In questo senso, gli errori che si verificano nel processo di raccolta del campione causano bias di campionamento, mentre errori in qualsiasi processo successivo causano bias di selezione.
Tuttavia, bias di selezione e bias di campionamento sono spesso usati come sinonimi.

## Tipi di bias di campionamento
- Selezione da una specifica area reale . Ad esempio, un'indagine sugli studenti delle scuole superiori per misurare l'uso di droghe illegali da parte degli adolescenti sarà un campione parziale e porterà a risultati distorti, perché non include gli studenti che hanno studiato a casa o che hanno abbandonato. Un campione è anche distorto se alcuni membri sono sottorappresentati o sovrarappresentati rispetto ad altri nella popolazione. Ad esempio, un'intervista all'"uomo della strada" che seleziona le persone che camminano in un determinato luogo avrà una rappresentazione eccessiva di individui sani che hanno maggiori probabilità di essere fuori casa rispetto agli individui con una malattia cronica. Questa può essere una forma estrema di campionamento distorto, perché alcuni membri della popolazione sono totalmente esclusi dal campione (cioè hanno probabilità zero di essere selezionati).
- Bias di Auto-selezione (vedi anche pregiudizi non-risposta), che è possibile ogni volta che il gruppo di persone in fase di studio ha un qualche potere decisionale sul fatto di partecipare (come gli attuali standard di etica della ricerca umana-soggetto richiedono per molti studi in tempo reale). La decisione dei partecipanti di partecipare può essere correlata a tratti che influenzano lo studio, rendendo i partecipanti un campione non rappresentativo. Ad esempio, le persone che hanno opinioni forti o conoscenze approfondite potrebbero essere più disposte a dedicare del tempo a rispondere a un sondaggio rispetto a quelle che non ne hanno. Un altro esempio sono i sondaggi online e telefonici, che sono campioni distorti perché gli intervistati sono auto-selezionati. Quegli individui che sono altamente motivati a rispondere, in genere individui che hanno opinioni forti, sono sovrarappresentati e gli individui che sono indifferenti o apatici hanno meno probabilità di rispondere. Questo porta spesso a una polarizzazione delle risposte con prospettive estreme a cui viene dato un peso sproporzionato nella sintesi. Di conseguenza, questi tipi di sondaggi sono considerati non scientifici.
- Il bias di esclusione deriva dall'esclusione di particolari gruppi dal campione, ad esempio l'esclusione di soggetti che sono recentemente migrati nell'area di studio (questo può verificarsi quando i nuovi arrivati non sono disponibili in un registro utilizzato per identificare la popolazione di origine). Escludere i soggetti che escono dall'area di studio durante il follow-up è piuttosto equivalente ai bias dovuti ad abbandono o a mancata risposta, anch'essi bias di selezione in quanto influiscono sulla validità interna dello studio.
- Pregiudizio dell'utente sano, quando la popolazione oggetto di studio è probabilmente più sana della popolazione generale. Ad esempio, è improbabile che una persona in cattive condizioni di salute abbia un lavoro come manovale.
- Fallacia di Berkson, osservato per la prima volta in un caso in cui la popolazione in studio è selezionata da un ospedale e quindi è meno sana della popolazione generale. Ciò può comportare una falsa correlazione negativa tra le malattie: un paziente ospedaliero senza diabete ha maggiori probabilità di avere un'altra malattia come la colecistite, poiché deve aver avuto comunque un qualche motivo per entrare in ospedale.
- Overmatching, corrispondenza per un apparente fattore confondente che in realtà è il risultato dell'esposizione. Il gruppo di controllo diventa più simile ai casi per quanto riguarda l'esposizione rispetto alla popolazione generale.
- Bias di sopravvivenza, in cui vengono selezionati solo soggetti "sopravvissuti" a una qualche forma di selezione naturale, ignorando gli individui non sopravvissuti. Un esempio, può essere l'utilizzo del record delle aziende attuali come indicatore del clima aziendale o dell'economia, che però ignora le aziende che hanno fallito e non esistono più. In architettura, può capitare di stimare erroneamente la durata temporale dei manufatti (es. i ponti romani), poiché si trascurano le costruzioni crollate nei secoli e non più reperibili.
- Malmquist bias, un effetto nell'astronomia osservativa che porta alla rilevazione preferenziale di oggetti intrinsecamente luminosi.